# أسيبوفيتشي
أسيبوفيساي (Асіповічы, Осиповичи) هي مدينة في مقاطعة ماهيلجاو في روسيا البيضاء.

## توأمة
لأسيبوفيتشي اتفاقيات توأمة مع:
- كرنشتات